# كيم جين وو
كيم جين وو (بالإنجليزية: Kim Jin-Woo) (مواليد 17 فبراير 1983) هو سبّاح كيني، مثّل بلاده في الألعاب الأولمبية الصيفية 2000.

## روابط خارجية
كيم جين وو على موقع الاتحاد الدولي للسباحة (الإنجليزية)
- كيم جين وو على موقع SwimRankings.net (الإنجليزية)
- كيم جين وو على موقع اللجنة الأولمبية الدولية (الإنجليزية)
- كيم جين وو على موقع أوليمبيديا (الإنجليزية)